# ۱۴۴۹ (میلادی)
۱۴۴۹ (میلادی) هزار و چهارصد و چهل و نهمین سال تقویم میلادی است.

## زادگان
- ۱ ژانویه – لورنتزوی مدیچی، سیاست‌مدار، نویسنده، و شاعر ایتالیایی (د. ۱۴۹۲)